# Mesoperipatus tholloni
Mesoperipatus tholloni é uma espécie de invertebrado da família Peripatidae.
É endémica de República do Congo.